# استقلال برزیل
استقلال برزیل (انگلیسی: Independence of Brazil) شامل مجموعه‌ای از رویدادهای سیاسی و نظامی است که در سال‌های ۱۸۲۱ تا ۱۸۲۴ بوقوع پیوسته‌است. بیشتر این رویدادها بدنبال اختلافاتی رخ داد که میان برزیل و پرتغال بر سر استقلال امپراتوری برزیل وجود داشته‌است.

## جشن استقلال برزیل

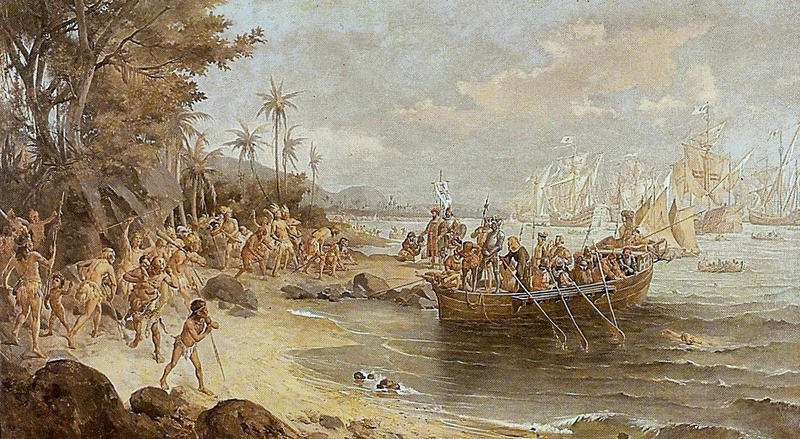
سال ۱۵۰۰. پیاده شدن استعمار گران در سواحل برزیل

سالگرد استقلال برزیل در تاریخ ۷ سپتامبر هر سال یعنی روز برگزاری انتخابات ریاست جمهوری در سال ۱۸۲۲ جشن گرفته می‌شود. پرنس پدروی دوم استقلال برزیل از پرتغال را در این روز اعلام کرد. در اواخر سال ۱۸۲۵ بعد از به رسمیت شناخته شدن رسمی برزیل، توافقی میان این کشور و پرتغال به امضا رسید.

## پیشینه

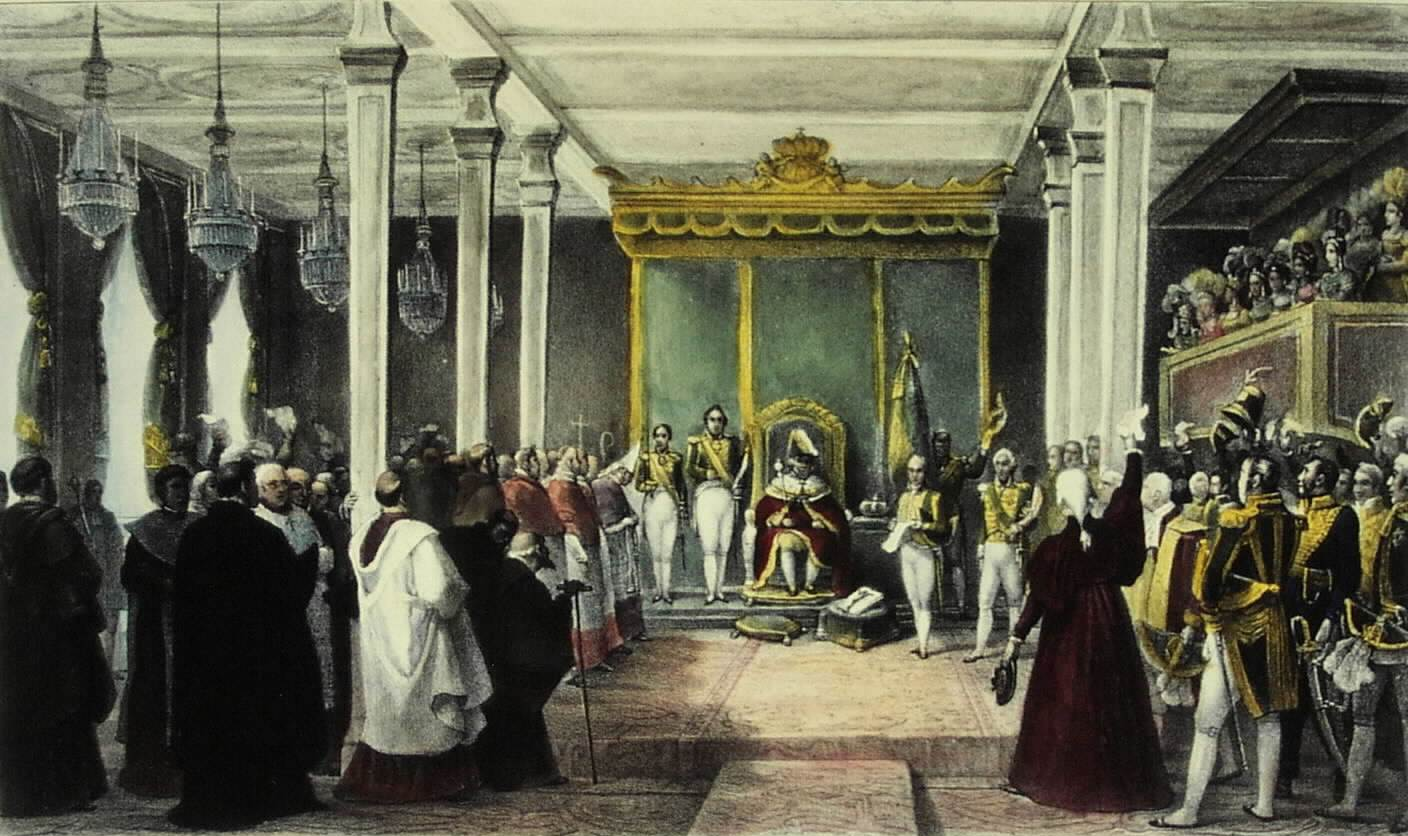
مراسم تبعید پادشاه جان ششم ۶ فوریه ۱۸۱۸.

سرزمینی که هم‌اکنون برزیل نامیده می‌شود در آوریل سال ۱۵۰۰، مورد ادعای پرتغال بود. پرتغالی‌هایی که وارد خاک برزیل شدند با بومی‌هایی مواجه شدند که اغلبشان با زبان توپی گارانی صحبت می‌کردند.
اگرچه اولین استقرار نیروهای پرتغالی در خاک برزیل در سال ۱۵۳۲ انجام گرفت ولی مستعمره سازی این سرزمین در سال ۱۵۳۴ آغاز شد، زمانی که پادشاه جان سوم خاک برزیل را به پانزده فرمانداری موروثی تقسیم کرد. این سازماندهی با این حال مشکل ساز بود. در سال ۱۵۴۹ پادشاه یک فرماندار کل را منصوب کرد تا تمامی مستعمره‌ها ی پانزده‌گانه را اداره کند. پرتغالی‌ها برخی از قبایل بومی را جذب کردند. در حالی که بسیاری از بومیان دیگر به تدریج در جنگ‌های طولانی یا در اثر بیماری نابود شدند.

## تجارت شکر
در اواسط قرن شانزدهم، با توجه به بالا رفتن تقاضای بین‌المللی شکر، این محصول به مهم‌ترین صادرات برزیل تبدیل شد. برای به دست آوردن سود از چنین شرایطی بود که تا سال ۱۷۰۰ قرن هفدهم، بیش از ۹۶۳٬۰۰۰ برده آفریقایی از کشورهای حوزه اقیانوس اطلس برای کار در برزیل آورده شد.
در پایان قرن هفدهم، صادرات شکر شروع به کاهش کرد اما با شروع دهه ۱۶۹۰ کشف طلا توسط جویندگان در منطقه میناس گراییس در معادن عمومی که در حال حاضر ماتو گروسو، گوییاس و ایالت میناس گرایس نامیده می‌شود، این مستعمره را از فروپاشی قریب‌الوقوع نجات داد. از سراسر برزیل و همچنین از پرتغال، هزاران مهاجر به معادن یاد شده آمدند.

## گسترش استعمار
نیروهای نظامی پرتغال با جنگ علیه فرانسوی‌ها، به آرامی سرزمین‌هایشان را به جنوب شرقی گسترش دادند و در سال ۱۵۶۷ ریو دو ژانیرو و در سال ۱۶۱۵ سائو لوئیس در شمال غرب این کشور را تصرف کردند. آن‌ها نیروهای نظامیشان را به جنگل آمازون فرستادند و مواضع انگلیسی‌ها و هلندی‌ها را فتح کردند و از سال ۱۶۶۹روستاها و قلعه‌های خودشان را در آنجا ساختند. در سال ۱۶۸۰، آن‌ها به جنوب رسیده و ساکرامنتو در کرانه ریو دلا پلاتا، (اوروگوئه کنونی) را تأسیس کردند.
اسپانیایی‌ها سعی کردند از گسترش پرتغال به قلمروی متعلق به آن‌ها جلوگیری نمایند و موفق شدند که در سال۱۷۷۷ این پیشروی را در منطقه باندا اورینتال متوقف کنند.

## افول استعمار
پس از آنکه ارتش ناپلئون در سال ۱۸۱۵ شکست خورد، به منظور حفظ سرمایه‌هایش در برزیل و ترس از بازگشت به وضعیت مستعمراتی، پادشاه پرتغال، به‌جای یک حکومت مستعمره، دولتی متشکل از پادشاهی برزیل، پرتغال و الغرب را تشکیل داد. این پادشاهی زیر نظر فرمانروایی مشترک اداره می‌شدند. پادشاهی متحد پرتغال، برزیل و الغرب در ۱۸۱۵ میلادی به دنبال فرار خاندان سلطنتی پرتغال به برزیل، تشکیل گردید و هفت سال بعد به دنبال استقلال برزیل در ۱۸۲۲ میلادی، فرو پاشید. پرتغال نیز سرانجام در ۱۸۲۵ استقلال برزیل و تشکیل امپراتوری برزیل را به رسمیت شناخت.

## راه استقلال

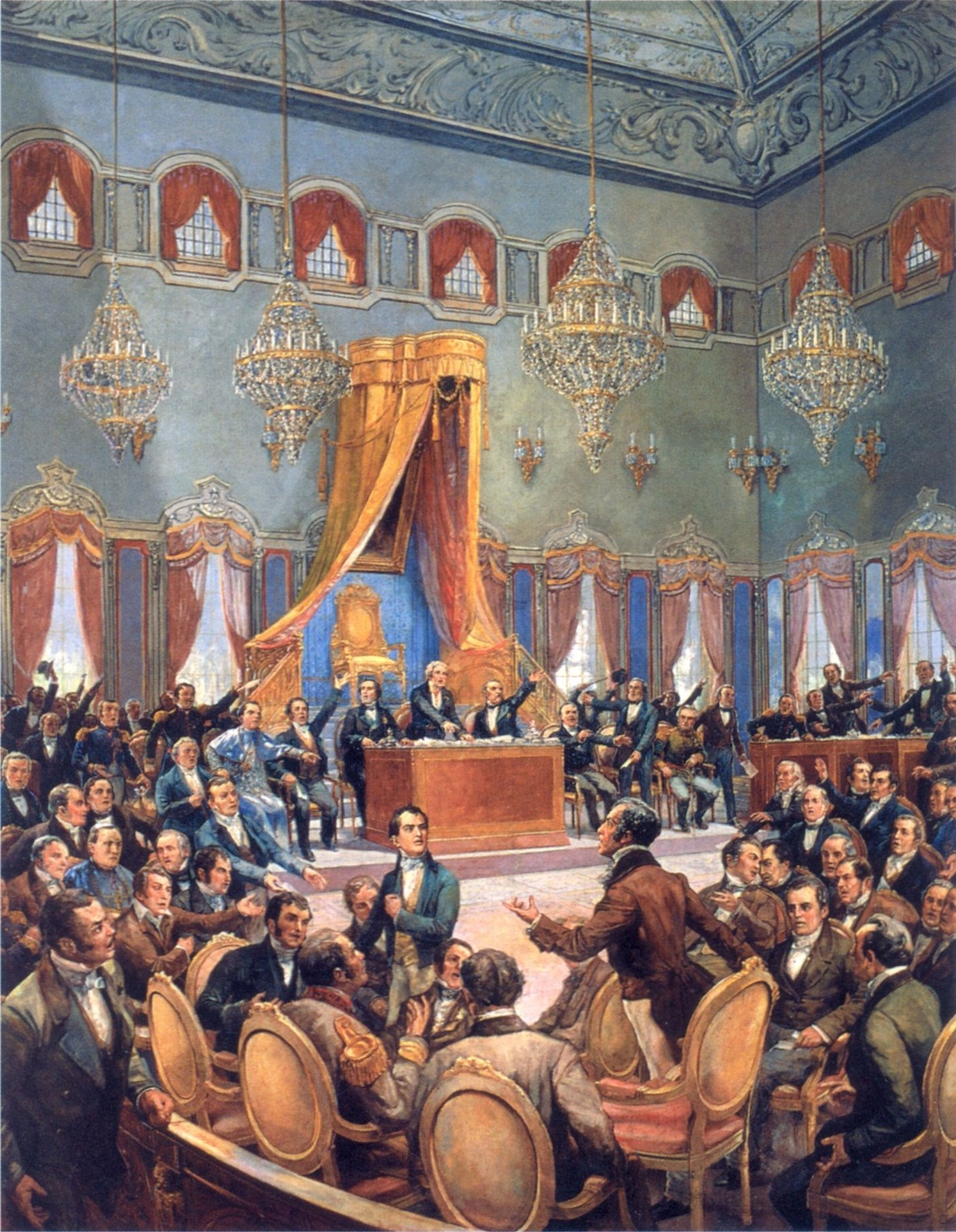
کورتس پرتغال

در سال ۱۸۲۰ در پرتغال انقلاب مشروطه رخ داد. جنبشی که توسط مشروطه خواهان لیبرال آغاز شد، منجر به نشست کورت‌ها (یا مجلس مؤسسان) شد، که باید اولین قانون اساسی پادشاهی را تدوین کند. مجلس مؤسسان خواستار بازگشت پادشاه جان ششم شد که از سال ۱۸۰۸ در برزیل زندگی می‌کرد.
او در ۷ مارس ۱۸۲۱ پسرش شاهزاده پدرو را منصوب کرده بود که بر برزیل حکومت کند. پادشاه در ۲۶ آوریل به اروپا رفت. در حالی که دم پدرو در برزیل با کمک وزرای پادشاهی مانند وزرای جنگ، دریایی و دارایی، باقی ماند.
افسران ستاد فرماندهی ارتش پرتغال مستقر در برزیل با جنبش مشروطه در پرتغال موافق بودند. رهبر اصلی افسران پرتغالی، ژنرال جورج دویلیز ززاره دسوسا تاارس شاهزاده را مجبور کرد تا نخست‌وزیر و وزیر دارایی را اخراج کند. هر دو این وزیران متحدان وفادار پدرو بودند که برای ارتش به عنوان یک پشتوانه بحساب می‌آمد.
در ۳۰ سپتامبر ۱۸۲۱، مجلس مؤسسان حکمی را تصویب کرد که بر اساس آن استان‌های برزیل مستقیماً به پرتغال مرتبط می‌شدند. شاهزاده پدرو فرماندار تمام عیار ریو دو ژانیرو شد. او دستور داد دادگاه‌های قضایی که در سال ۱۸۰۸ توسط خوائو ششم تشکیل شده منحل شود.
نارضایتی از مجلس مؤسسان در میان اکثر ساکنان برزیل (هم برزیلی و هم پرتغالی) فراگیر شد. دو گروه که مخالف اقدامات مجلس مؤسسان بودند شامل لیبرال‌ها به رهبری جواکیم گونزالوس لدو (که توسط فراماسون‌ها حمایت می‌شدند) و شبه نظامیان تحت رهبری خوزه بونیفاسیو آندراادا پا به صحنه تضعیف دولت گذاشتند. هر دو جناح یادشده با هم نقاط مشترکی نداشتند. تنها نقطه مشترک آن‌ها این بود که می‌خواستند برزیل با پرتغال یک پادشاهی مستقل باشد.

## جنگ استقلال

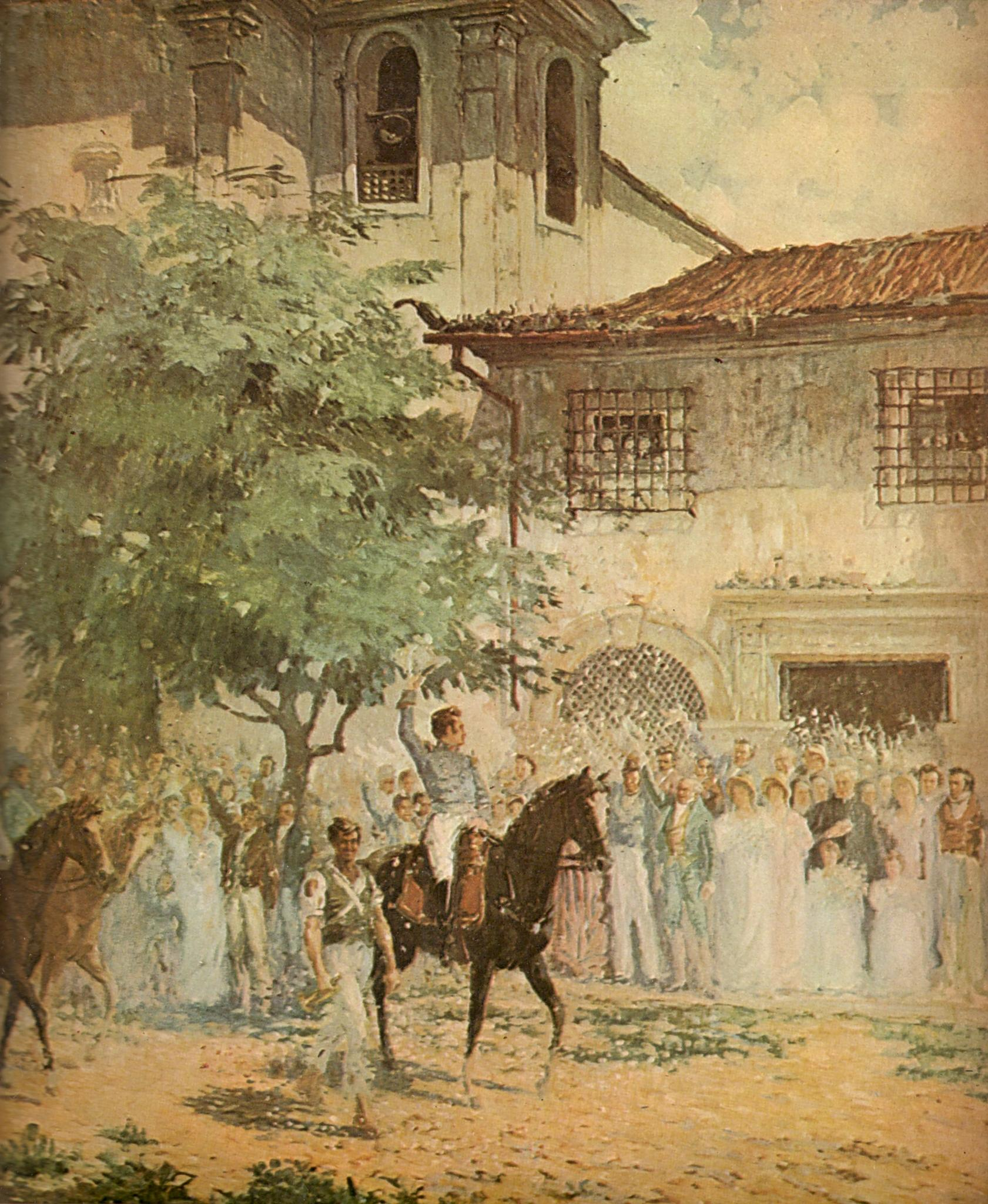
ورود ارتش برزیل به سالوادر در سال ۱۸۲۳

از فوریه سال ۱۸۲۲جنگ بین برزیل و پرتغال آغاز شد و در نوامبر ۱۸۲۳، زمانی که آخرین سربازان پرتغالی تسلیم شدند این جنگ ادامه داشت. در این جنگ نیروی دریایی و زمینی، نیروهای شبه نظامی منظم و نامنظم هر دو طرف درگیر بودند.
در ارتش و نیروی دریایی تازه تأسیس، مجوز سربازگیری اجباری گسترده بود بحدی که این سربازگیری مهاجران خارجی را نیز دربر گرفت. برزیل همچنین از بردگان به عنوان شبه نظامی استفاده می‌کرد و نیز با آزادی بردگان آن‌ها را وارد صفوف ارتش و نیروی دریایی می‌کرد. مناطق مختلفی از جمله سرزمین هایا، سیس پلاتینا، ریو دو ژانیرو و مارانیائو شاهد جنگ‌های زمینی و دریایی بود. در سال ۱۸۲۲ جنگ میان شبه نظامیان در خیابان‌های شهرهای اصلی این مناطق در جریان بود.
در روی زمین بر خلاف اینکه نیروهای تقویتی از پرتغال به صحنه جنگ فرستاده شدند نتوانستند در مقابل نیروهای بومی و چریک‌های برزیلی در برخی از شهرها مانند سالوادور، مونته ویدئو و سائو لوئیس دوام بیاورند. در سال ۱۸۲۳، ارتش برزیل نیروهایش را بیشتر کرد و تلفاتش را نیز جایگزین کرد. نیروهای باقی‌مانده پرتغال هم که با کمبود نفر و سلاح روبرو بودند مجبور شدند تا در مناطقی مانند مونته ویدئو، سالوادور و سائو لوئیس دامنه حضورشان را محدود کنند.
تا سال ۱۸۲۳ نیروی دریایی برزیل دیگر ترمیم شده بود. این نیرو با وارد کردن بردگان، سفیدپوست‌هایی که سربازگیری اجباری شده بودند و مزدوران خارجی (انگلیسی‌ها و آمریکایی‌ها) کمبود نیروهایش را برطرف کرد و موفق شد تا سواحلش را از سربازان پرتغالی پاکسازی کند و بخشی از آن‌ها را نیز به محاصره خود درآورد. تا پایان سال ۱۸۲۳، آن‌ها نیروی دریایی استعماری باقی مانده در سراسر اقیانوس اطلس را تا ساحل پرتغال پاکسازی کردند.

### تلفات در جنگ‌های استقلال
تا امروز هنوز هیچ آمار قابل تکیه‌ای در مورد تلفات این جنگ در دست نیست. با این حال بر پایهٔ گزارش‌هایی که وجود دارد در طول ۲۲ ماه جنگ برزیل تعداد کشته‌ها در هر دو طرف بین ۵۷۰۰ تا ۶۲۰۰ نفر تخمین زده می‌شود.

## معاهده صلح و پیامدهای آن
آخرین سربازان پرتغالی در سال ۱۸۲۴ برزیل را ترک کردند. در تابستان ۱۸۲۵، یک پیمان صلح توسط برزیل و پرتغال امضا شد. بر اساس این توافق استقلال برزیل به رسمیت شناخته شد.